# Марий Эл (поезд)
«Марий Эл» — скорый фирменный пассажирский поезд (№ 058Э/058Г) совместного формирования РЖД (ФПК) и ТКС, курсирующий ежедневно по маршруту Йошкар-Ола — Москва — Йошкар-Ола. В Москве поезд прибывает на Казанский вокзал. Время в пути из Йошкар-Олы в Москву составляет 13 часов 34 минуты, время следования из Москвы в Йошкар-Олу — 14 часов 12 минут, общая протяжённость маршрута 861 км, бо́льшая часть пути для удобства пассажиров приходится на ночное время.

## История

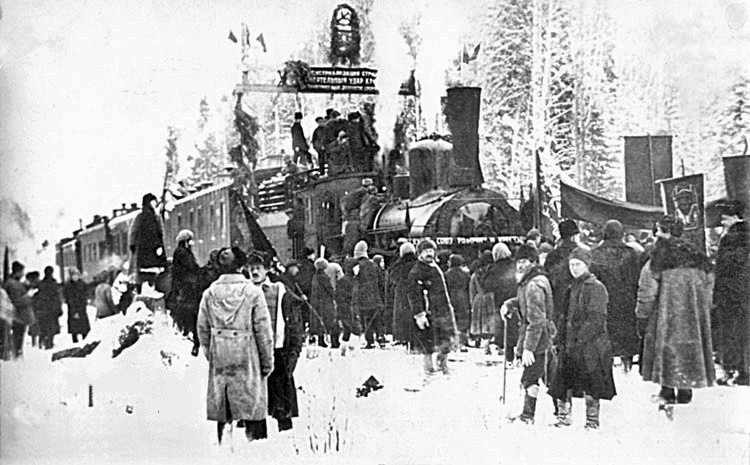
Первый поезд, прибывший в Йошкар-Олу (21 октября 1928 года)

Первый поезд на станцию Йошкар-Ола прибыл в ночь с 21 на 22 октября 1928 года. С этой даты стало технически возможным осуществление железнодорожного сообщения между Йошкар-Олой и Москвой. Однако, регулярные пассажирские перевозки в Москву начались только с 1967 года, а фирменный поезд «Марий Эл» начал курсирование с 3 июня 1973 года. Своё название поезд получил в честь Республики Марий Эл, столицей которой является город Йошкар-Ола.

С 1 декабря 2010 года пущен в общий оборот с поездом Ульяновск — Москва, сохранив статус фирменного поезда. 

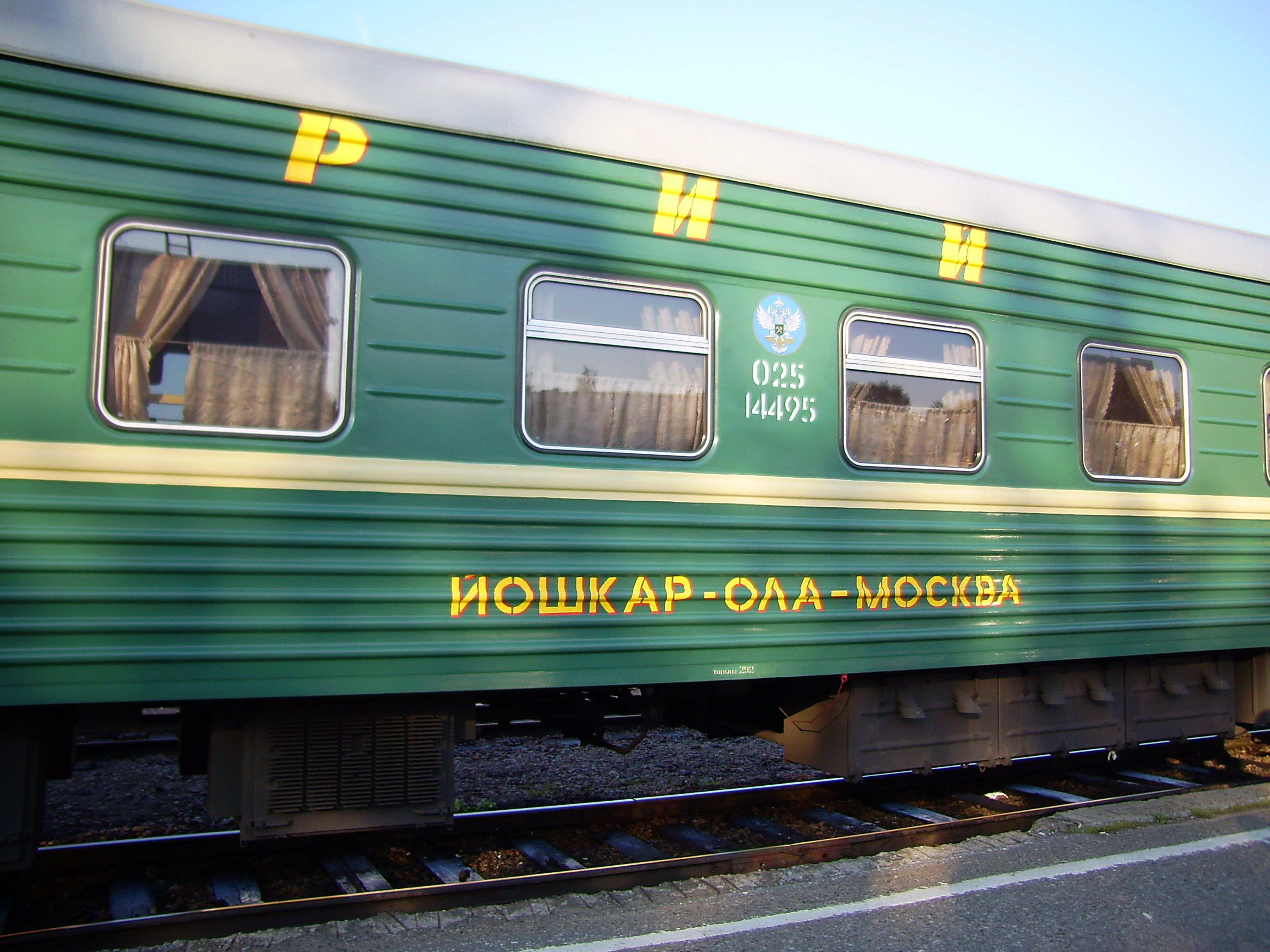
Оформление на стенках вагона

Исторически внешний дизайн вагонов представлял собой тёмно-зелёный фон с узкой жёлтой полосой под окнами и крупной надписью «Марий Эл» вдоль всего борта. В деталях внутренней отделки повсеместно присутствовали национальный марийский орнамент. Исторической особенностью оформления поезда было написание названия республики через дефис: «Марий-Эл», что постепенно было исправлено только к концу 1990-х годов.
После объединения в общий оборот с фирменным поездом «Ульяновск» в 2010 году в составе поезда присутствовали вагоны фирменной расцветки этого поезда (тёмно-синие вагоны с надписью «Ульяновск» вдоль борта).
В настоящее время вагоны имеют корпоративную раскраску РЖД и ТКС.

## Оформление
В настоящее время в составе поезда присутствуют только серые вагоны фирменной окраски РЖД. Проводники поезда одеты в фирменную одежду.

## Состав
- В поезде «Марий Эл» представлены купейные и плацкартные вагоны[3], а также спальные вагоны повышенной комфортности (СВ). Один из вагонов поезда оборудован купе для пассажиров с ограниченными возможностями. Каждый из вагонов оснащён кондиционером и биотуалетами. Первые два вагона поезда являются нефирменными вагонами фирменного поезда.
- Поезд обслуживается Федеральной пассажирской компанией. В состав поезда входят фирменные вагоны ТКС.
- Обеспечение горячим питанием пассажиров осуществляется работниками вагона-ресторана в вагоне согласно меню. На выбор пассажирам представлены несколько вариантов меню[3].

## Схема поезда
- 01 вагон — плацкартный (3Л НФ) 52 места (ФПК);
- 02 вагон — плацкартный (3Л НФ) 52 места (ФПК);
- 05 вагон — плацкартный (3Л) 52 места (ФПК);
- 06 вагон — плацкартный (3У) 52 места (ФПК);
- 09 вагон — купе (2Э УСЛ) 24 места (ФПК);
- 10 вагон — купе (2Э ИНВ) 2 места (ФПК);
- 11 вагон — купе (2Э УСЛ) 36 мест (ФПК);
- 12 вагон — СВ (1Э УСЛ) 18 мест (ФПК);
- 13 вагон — СВ (1Б М/Ж УСЛ) 18 мест (ТрансКлассСервис);
- 14 вагон — купе (2У М/Ж УСЛ) 32 места (ТрансКлассСервис);
- 15 вагон — купе (2У УСЛ) 36 мест (ТрансКлассСервис);
- 16 вагон — купе (2У УСЛ) 36 мест (ТрансКлассСервис);
- вагон-ресторан;
- Вагоны повышенной комфортности ТКС

## Общая информация

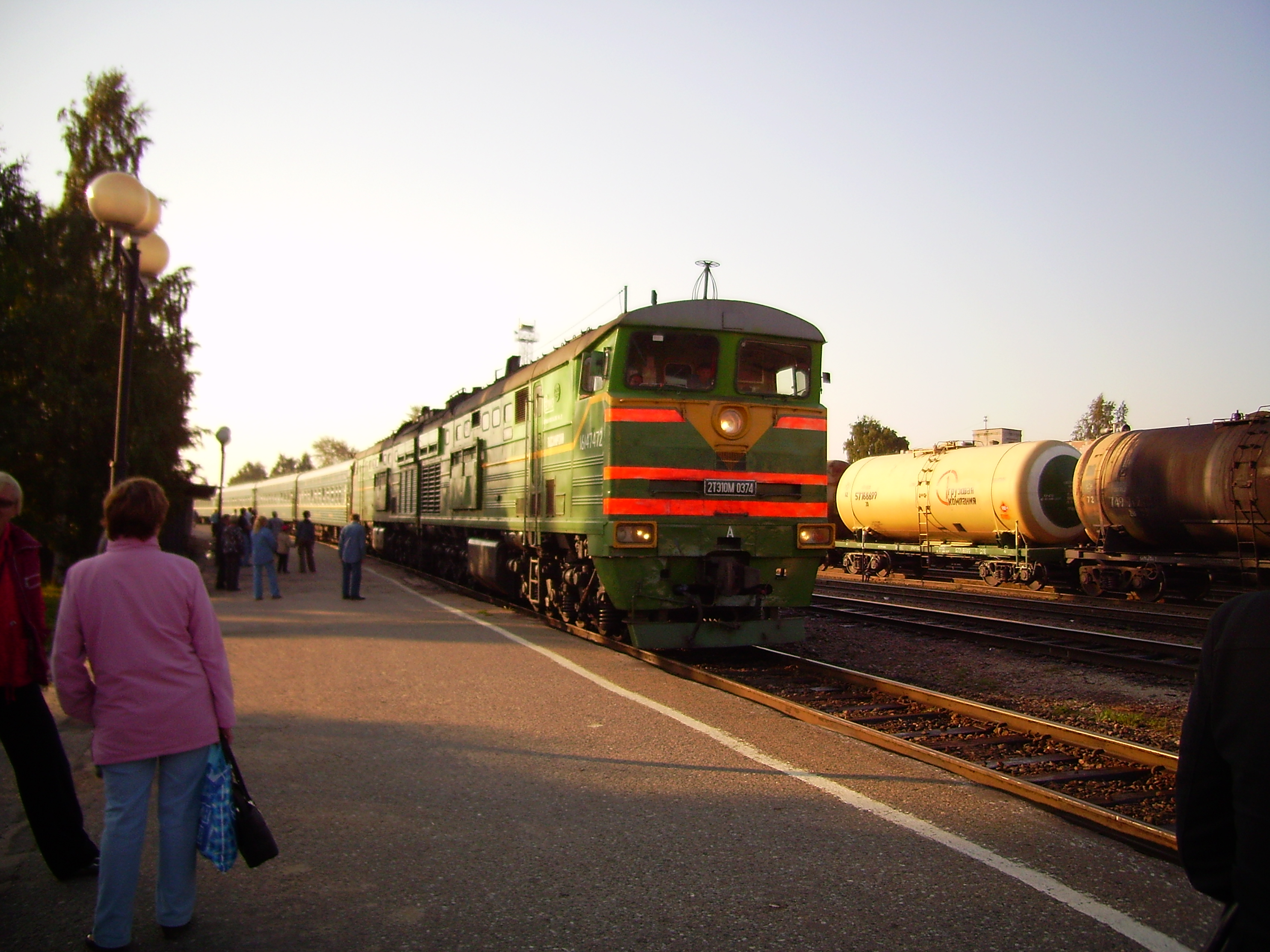
Тепловоз 2ТЭ10М прибывает с поездом «Марий Эл» на станцию Йошкар-Ола

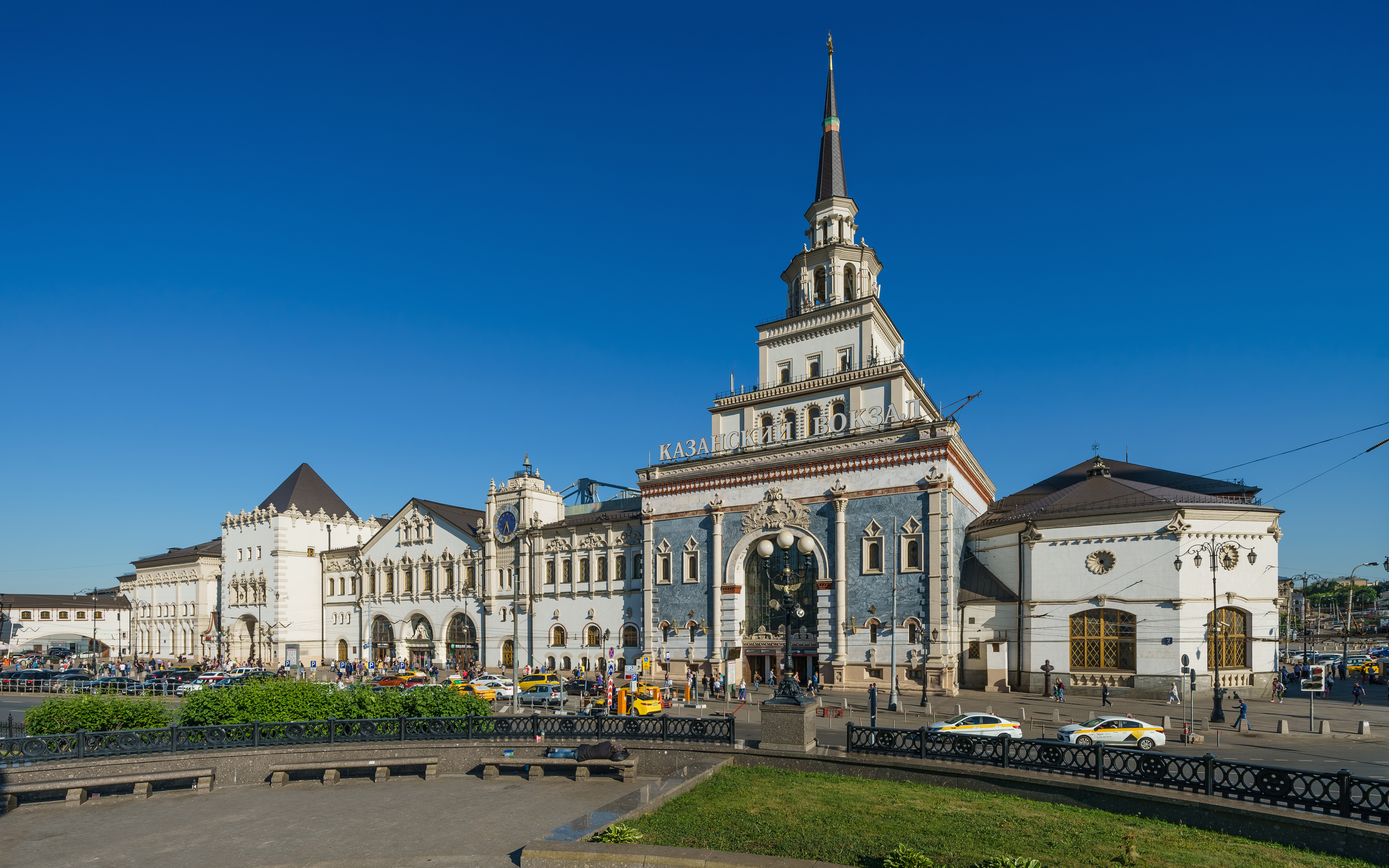
Казанский вокзал Москвы

- Поезд формируется в вагонном депо станции Ульяновск Куйбышевской железной дороги.
- За январь-апрель 2011 года фирменный поезд «Марий Эл» перевёз 96,8 тыс. человек[4].
- По пути следования поезд проезжает через 7 субъектов Российской Федерации, а именно Республику Марий Эл, Республику Татарстан, Чувашскую Республику, Нижегородскую, Владимирскую, Московскую области и Москву, а также пересекает крупные водные артерии: реки Оку, Суру и Волгу.
- На участке от Йошкар-Олы до станции Зелёный Дол поезд идёт под тепловозной тягой, на станции Зелёный Дол происходит замена локомотива на магистральный электровоз.
- В 2008 году подвижной состав поезда почти полностью обновился за счёт новых вагонов, заменивших старые, производства ГДР, отработавшие свой нормативный срок . Вагоны новой серии 61-4194.05 с Тверского вагоностроительного завода, предоставляют пассажирам современный уровень комфорта — здесь установлены кондиционеры, туалеты закрытого типа, которыми можно воспользоваться в санитарных зонах крупных городов и на стоянках. В купе проводника имеется бортовой компьютер, который следит за параметрами работы различных приборов и оборудования. Есть бегущая строка с информацией для пассажиров.
- При отправлении поезда со станции Йошкар-Ола и по прибытии поезда на станцию, играет гимн Республики Марий Эл.

## Происшествия
- 4 апреля 2000 года на 24 км перегона Помары — Илеть (Казанское отделение Горьковской железной дороги) в районе озера Яльчик был обнаружен провал грунта под железнодорожным полотном. В 7 часов 20 минут, за 1 час 20 минут до прохода по участку поезда «Марий Эл», движение было закрыто. Пассажиров поезда со станции Зелёный Дол отправили в Йошкар-Олу на автобусах. Вечером пассажиры были доставлены на станцию Зелёный Дол на автобусах для отправки в Москву. На следующий день движение поездов было восстановлено[5].
- 6 июня 2008 года фирменный поезд «Марий Эл» на 559 километре перегона Пильна — Княжиха (Муромское отделение Горьковской железной дороги) в половине второго ночи на железнодорожном мосту совершил наезд на стадо коров. В результате инцидента погибло 29 животных, был серьёзно повреждён электровоз, движение на перегоне было парализовано в течение полутора часов. Никто из пассажиров и железнодорожников не пострадал. Виновником произошедшего признан фермер, не уследивший за своим стадом[6][7].
- 7 марта 2010 года фирменный поезд «Марий Эл» на 5 километре участка Зелёный Дол — Йошкар-Ола (Казанское отделение Горьковской железной дороги), в 20 часов 20 минут по московскому времени, на неохраняемом железнодорожном переезде столкнулся с автомобилем Hyundai Getz, пытавшимся переехать пути на запрещающий сигнал светофора. В результате инцидента пострадали пять человек: водитель автомобиля и четверо его пассажиров. С травмами различной степени тяжести они были доставлены в зеленодольскую городскую больницу. В поезде пострадавших нет, движение на перегоне было полностью восстановлено через 1 час 20 минут[8][9].

## Расписание
|                | № 058Э  |                   |     |                  |     |                | № 058Г  |                   |
| Время прибытия | Стоянка | Время отправления | Км. | Станция          | Км. | Время прибытия | Стоянка | Время отправления |
| -------------- | ------- | ----------------- | --- | ---------------- | --- | -------------- | ------- | ----------------- |
| —              | —       | 19:26             | 0   | Йошкар-Ола       | 861 | 06:52          | —       | —                 |
| 19:54          | 0:01    | 19:55             | 53  | Сурок            | 808 | 06:18          | 0:01    | 06:19             |
| 20:25          | 0:01    | 20:26             | 53  | Шелангер         | 808 | 05:50          | 0:04    | 05:54             |
| 21:01          | 0:01    | 21:02             | 87  | Помары           | 774 | 05:12          | 0:02    | 05:14             |
| 21:25          | 0:37    | 22:02             | 105 | Зелёный Дол      | 756 | 04:08          | 0:44    | 04:52             |
| 23:30          | 0:03    | 23:33             | 196 | Канаш            | 665 | 02:45          | 0:04    | 02:49             |
| 00:07          | 0:01    | 00:08             | 234 | Вурнары          | 627 | 02:06          | 0:02    | 02:08             |
| 00:37          | 0:02    | 00:39             | 273 | Шумерля          | 588 | 01:34          | 0:02    | 01:36             |
| 01:26          | 0:12    | 01:38             | 337 | Сергач           | 524 | 00:31          | 0:12    | 00:43             |
| 03:07          | 0:02    | 03:09             | 451 | Арзамас 2        | 410 | 22:55          | 0:02    | 22:57             |
| 04:23          | 0:02    | 04:25             | 562 | Навашино         | 299 | 21:16          | 0:02    | 21:18             |
| 04:41          | 0:02    | 04:43             | 574 | Муром I          | 287 | 20:58          | 0:02    | 21:00             |
| 05:44          | 0:26    | 06:10             | 653 | Вековка          | 208 | 19:24          | 0:26    | 19:50             |
| 09:00          | —       | —                 | 861 | Москва-Казанская | 0   | —              | —       | 16:20             |